# فينوهرادوفي (كيرسونسكا)
فينوهرادوفي (Виноградове) هي مدينة في مقاطعة كيرسونسكا في أوكرانيا.
يبلغ عدد سكانها حوالي 4335 نسمة.